# Platydoras
Platydoras  es un pequeño género de pez gato de la familia Doradidae, distribuidos por ríos y lagos de América del Sur.
P. costatus es un pez común de acuario.

## Especies
Existen cuatro especies reconocidas en este género:
- Platydoras armatulus (Valenciennes, 1840)
- Platydoras brachylecis Piorski, Garavello, Arce H. y Sabaj Pérez, 2008
- Platydoras costatus (Linnaeus, 1758)
- Platydoras hancockii (Valenciennes, 1840)